# Jorge Kindelán
Jorge Alexis Kindelán Cuervo (Santiago de Cuba, 12 aprile 1986) è un calciatore cubano, centrocampista del Santiago de Cuba e della Nazionale cubana.

## Caratteristiche tecniche
È un mediano.

## Carriera

### Nazionale
Ha debuttato in Nazionale il 15 agosto 2018, nell'amichevole Guatemala-Cuba (3-0). Ha partecipato, con la Nazionale, alla CONCACAF Gold Cup 2019.

## Palmarès

### Club

#### Competizioni nazionali
- Campeonato Nacional de Fútbol de Cuba: 3

Santiago de Cuba: 2017, 2018, 2019